# Rapidan Fire Road
La Rapidan Fire Road est une route forestière du comté de Madison, en Virginie, dans l'est des États-Unis. Protégée au sein du parc national de Shenandoah, elle s'atteint via le principal axe routier dans l'aire protégée, la Skyline Drive,  qu'elle quitte à environ 1 070 m d'altitude dans les Big Meadows. Construite en 1929, cette voie large d'environ 3,7 m fournit un accès motorisé à Rapidan Camp, qui fut jadis la retraite d'Herbert Hoover et de sa femme. C'est une propriété contributrice au district historique de Skyline Drive depuis la création de ce district historique le 28 avril 1997.